# يحيى علوان
يحيى علوان لاعب ومدرب كرة قدم عراقي ولد في سنة 1956 في مدينة بغداد عاصمة العراق ولديه ماجستير تربية رياضية، بدأ كمساعد مدرب في نادي الطلبة في سنة 1984 وثم أصبح مدرباَ للطلبة في سنة 1985 وثم درب أندية السلام والشرطة وأربيل وفي سنة 1993 درب نادي الأهلي الأردني وثم درب نادي الشعب الإماراتي ونادي عمان العماني ونادي الفجيرة الإماراتي ودرب منتخب العراق للناشئين والشباب والأولمبي وأصبح مدرب المنتخب العراقي الأولمبي في أسياد الدوحة 2006 وقاده لنيل الميدالية الفضية وقد اكتشف عدة لاعبين شبان سحبهم للأولمبي.

## الانجازات مع الاندية العراقية
لاعبا حيث احرز الدوري العراقي مع الطلبة بهدفه الحاسم مع الطلبة موسمي 1980 -1981و 1981-1982 ومدربا موسم 1985 – 1986 واوصل الطلبة إلى مراكز متقدمة في موسم 1992 -1993 واتى بعده أيوب أوديشو اكمل الدوري واحرزه.

## الانجازات مع المنتخبات
مع الناشئين احرز بطولات في فلندة والدنمارك حيث كانت البطولة في الدنمارك تغلب في المباراة النهائية على ناشئة برشلونة
و الشباب رابع اسيا عام 1994 والأولمبي التاهل إلى اولمبياد سيئول كمساعد لعمو بابا وايضا فضية الاسياد الوطني احرز كأس العرب لكرة القدم وايضا احرز بطولة مرديكا ونهرو وصلت إلى الربع النهائي في امم اسيا.

## الانجازات في الاحتراف
في الاحتراف لم يحرز القاب بل عمل وطور فرق كثيرة ومنها الاهلي الأردني الذي اوصل إلى ثالث الدوري الأردني للمحترفين وكذلك بني الشعب الإماراتي واكتشف بعض الاعبين المعروفيين منهم الحارس الحالي للشعب ومحمد سرور وكذلك استلم الفجيرة في المرحلة الثانية وكان بطلا للمرحلة الثانية ومركز متقدم للدوري الكامل وفي الدوري العماني لكرة القدم طور فرق كثيرة منها عمان العماني الذي بني له فريق جيد احرز بعدي 7 بطولات.

## الالقاب الشخصية
أفضل مدرب في اسيا عام 1997 وأفضل مدرب من عدة مواقع إنترنت ومجلات السنة الماضية.